# Metro Exodus
Metro Exodus – strzelanka pierwszoosobowa z elementami survival horroru wyprodukowana przez ukraińskie studio 4A Games. Gra została wydana 15 lutego 2019 przez Deep Silver na platformach Microsoft Windows, Linux, macOS, PlayStation 4 oraz Xbox One. Jest kontynuacją gier Metro 2033 i Metro: Last Light.

## Fabuła
Akcja gry rozgrywa się w 2036 roku, około ćwierć wieku po wojnie nuklearnej, która unicestwiła prawie całą ludzkość. Kilku tysiącom osób udało się przetrwać w tunelach moskiewskiego metra, walcząc z żywiołami i mutantami. Artem zostaje zmuszony uciec z metra i staje na czele grupy zwiadowców z Zakonu Spartan, którzy przemierzają postapokaliptyczną Rosję pociągiem Aurora w poszukiwaniu miejsca zdatnego do zamieszkania.

## Odbiór
Produkcja spotkała się z pozytywnym odbiorem recenzentów, uzyskując w wersji na komputery osobiste według agregatora Metacritic średnią z 53 ocen wynoszącą 82/100 punktów oraz 82,56% z 24 recenzji według serwisu GameRankings.